# スタンドプレイ
スタンド・プレイは、異なる分野で2種類の意味で使われる。

## スポーツ
野球、バスケットボールなどの団体競技で、チームの勝利よりも個人が自身の成績を優先したり目立つことを目的にしたプレイ。
本来は grandstand play / grand stand play で、英語圏では通常、stand play とは呼ばない。アメリカ合衆国で1890年代に生まれた言葉である。
グランドスタンド（あるいはスタンド）とは観客席のことで、主にプロフェッショナルの選手が観衆を喜ばすために行った派手なプレイを意味した。現在では、選手のプレイに限られず、動作や作業の本来の目的よりもそれを観ている聴衆や民衆、上役等にアピールする事を目的とした行為全般に使用される。また、聴衆を喜ばせたり、民意を良い方向に誘導するなど敢えて行う場合もあるが、どちらかというと、人気取りやごまかし、繕いを目的としている場合に使用されることが多い。

## 音楽
立奏、すなわち、立って (stand) 演奏 (play) すること。座奏に対する用語。オーケストラ、吹奏楽、ギターなどで呼ばれる。

### 立奏の一例
- グスタフ・マーラー作曲の交響曲第1番では、最終楽章となる第4楽章の終結部近くで、ホルンを起立して吹かせるようスコアに指示がある。